# Culex lygrus
Culex lygrus är en tvåvingeart som beskrevs av Francis Metcalf Root 1927. Culex lygrus ingår i släktet Culex och familjen stickmyggor. Inga underarter finns listade i Catalogue of Life.